# Salisbury Plain
Salisbury Plain är en slätt i Storbritannien. Den ligger i riksdelen England, i den södra delen av landet, 120 km väster om huvudstaden London. Bronsåldersbyggnadsverket Stonehenge ligger här, och hela området är arkeologiskt viktigt.
Det råder kustklimat i trakten. Årsmedeltemperaturen i trakten är 9 °C. Den varmaste månaden är juli, då medeltemperaturen är 18 °C, och den kallaste är januari, med 1 °C.